# Suddivisioni amministrative dello Stato Pontificio in età moderna

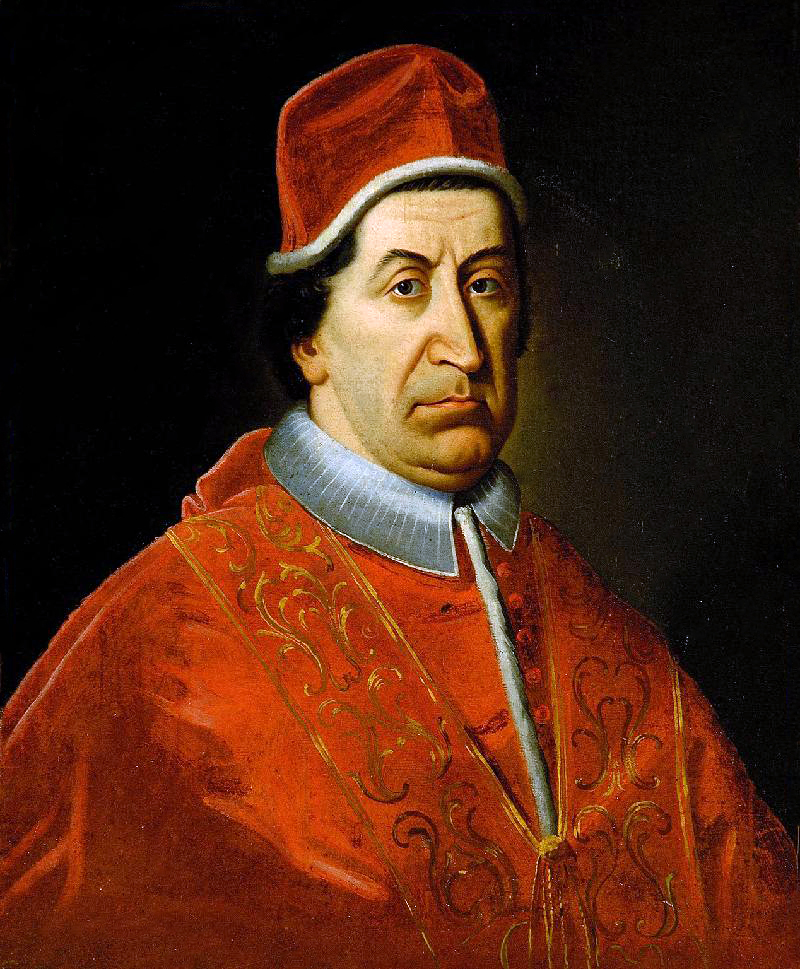
Ritratto di papa Clemente XI del 1720

Sul finire del Cinquecento iniziò un processo di ristrutturazione degli assetti territoriali dello Stato della Chiesa che, dopo aver subito una vigorosa accelerazione nei primi decenni del XVIII secolo, durante i pontificati di Clemente XI (1700-1721) e di Innocenzo XIII (1721-1724) trovò la sua piena realizzazione nel 1816, sotto Papa Pio VII. Il cambiamento non riguardò solo il numero delle circoscrizioni amministrative, che venne notevolmente incrementato in questo lasso di tempo, ma anche la loro organizzazione interna e la natura dei rapporti fra queste e il governo centrale.

## Nuovi assetti territoriali fra Cinquecento e Seicento
Fino a tutto il XVI secolo, l'organizzazione amministrativa dello Stato Pontificio era ancora improntata alle Costituzioni egidiane (1357) e alla tradizionale ripartizione dell'intero territorio in cinque province: Patrimonio di San Pietro, Campagna e Marittima, Ducato di Spoleto, Marca anconitana e Provincia Romandiolæ.
In seguito all'incorporazione di alcuni importanti ducati come il Ducato di Ferrara (con la devoluzione di Ferrara), il Ducato di Urbino e il  Ducato di Castro, avvenute fra il 1598 e il 1649, la Santa Sede ritenne opportuno creare: 
- due nuove legazioni: quella di Ferrara (durante il pontificato di Papa Clemente VIII, 1592-1605) e quella di Urbino (fortemente voluta da Papa Urbano VIII);
- un territorio indipendente, Castro, che sebbene dipendente da Viterbo continuò a godere di un'ampia autonomia[1]. In quegli stessi anni alcune diocesi laziali ed umbre chiesero e ottennero la costituzione di una nuova provincia, la Sabina, con capoluogo Collevecchio (1605).

Nel 1627 venne creata una Congregazione dei Confini, organismo preposto alla prevenzione di abusi e alla mediazione di dispute (frequenti) relative alle competenze territoriali fra le varie province e, all'interno di queste, fra diocesi e, non di rado, fra gli stessi comuni. Nel corso del XVII secolo le Costituzioni egidiane, seppur formalmente ancora in vigore, si rivelarono sempre più inadeguate ai nuovi tempi.

## Suddivisione amministrativa nel Settecento
Agli inizi del Settecento Clemente XI ed il suo successore, Innocenzo XIII, prendendo atto dei mutamenti intervenuti nel secolo precedente, diedero un ulteriore e più fermo impulso al processo di riforma degli assetti politico-amministrativi dello Stato, con la creazione di nuove province e con la riorganizzazione delle varie circoscrizioni su basi territoriali più omogenee. Si voleva in tal modo effettuare un controllo più capillare sul territorio ed attenuare i nefasti effetti dei tanti privilegi sia aristocratici che comunali che impedivano il corretto funzionamento della macchina statale.
La nuova e più articolata ripartizione provinciale, non ancora tracciata nel 1701, all'epoca del primo censimento (parziale) del XVIII secolo, troverà piena attuazione nei venti anni che seguirono e si vedrà interamente riflessa nel censimento successivo (1767-1769). Tale ripartizione prevedeva:
- Dodici province: Lazio, Patrimonio di San Pietro, Campagna e Marittima, Sabina, Ducato di Spoleto, Perugia, Marca di Ancona, Urbino, Montefeltro, Romagna, Bologna e Ferrara;
- Una legazione extra-territoriale: Avignone;
- Una contea: Contado Venassino;
- Due territori dipendenti: Benevento e Pontecorvo.

Vennero così distinte in:
- Legazioni: 
  - di Bologna, Romagna o Ravenna, Ferrara, Urbino e Pesaro, Avignone e contado Venassino;
  - Territori del patrimonio di S. Pietro, Campagna e Marittima, Lazio o Campagna romana;
- Delegazioni: Fano, Camerino, Iesi;
- Rettorati: Montefeltro e Pennabilli, Sabina;
- Governi: Perugia, Città di Castello, Pontecorvo;
- Paesi Titolati (governi): ducato di Spoleto, ducato di Castro e Ronciglione, ducato di Bracciano, ducato di Benevento, Marca di Ancona, Marca di Fermo, Prefettura della Montagna (Norcia);
- Feudi autonomi: 
  - ducato di Salci, ai principi Benelli Ghislieri (1568-1816)
  - contea di Castiglione de' Gatti, ai Pepoli (1340-1796)
  - contea dei Bagni di Porretta, ai Ranuzzi (1474-1797)
  - contea di Civitella Ranieri, ai Ranieri (1078-1816)
  - contea di Piobbico, ai Brancaleoni (1100-1816)
  - contea di Reschio, ai Bichi Ruspoli (1355-1817)

## Legati e governatori
Fra le entità amministrative menzionate, cinque vennero governate da legati pontifici (di rango generalmente cardinalizio): Urbino, Bologna, Ferrara, Romagna (dove il legato prendeva il nome di presidente) e l'exclave di Avignone. Presero pertanto il nome di legazioni. Tutte le altre vennero affidate a dei governatori. Il legato era nominato direttamente dal Papa ed era sempre un ecclesiastico, mentre il governatore poteva anche non esserlo. Nel caso fosse un laico, non disponeva del potere spirituale; in questo caso veniva sempre affiancato da un ecclesiastico, così che le funzioni erano scisse in spiritualibus e in temporalibus.
Il governatore poteva ricevere la nomina sia dal pontefice che da un'alta personalità dello Stato (talvolta anche dal Cardinal nipote). Fra i poteri del legato c'era quello di scomunica, che il governatore non possedeva. I legati, come i governatori di provincia (vi erano anche molti governatori di città, considerati di rango inferiore), avevano il compito di provvedere all'ordine pubblico, alla riscossione dei tributi, alla supervisione della giustizia e alla difesa della circoscrizione assegnata. 
Tale assetto provinciale restò in vigore, nelle sue linee fondamentali, fino ad età napoleonica. Subito dopo la Restaurazione e il ristabilimento degli antichi governi, il sistema amministrativo periferico dello Stato venne però nuovamente e radicalmente modificato da papa Pio VII mediante il sistema delle Delegazioni (1816). Il pontefice portò a compimento il processo di ristrutturazione dell'ordinamento amministrativo dello Stato Pontificio che era stato avviato dai suoi predecessori oltre due secoli prima.